# Trigastrotheca romani
Trigastrotheca romani är en stekelart som beskrevs av Donald L.J. Quicke 2005. Trigastrotheca romani ingår i släktet Trigastrotheca och familjen bracksteklar. Inga underarter finns listade i Catalogue of Life.